# ستارکوو
ستارکوو (به لاتین: Stárkov) یک منطقهٔ مسکونی در جمهوری چک است که در ناحیه ناخود واقع شده‌است. ستارکوو ۶۲۸ نفر جمعیت دارد.